# 구와나시
구와나시(일본어: 桑名市)는 일본 미에현 북부에 있는 도시이다.
아이치현과 기후현에 접하며, 대합 요리로 대표되는 식문화와 나가시마 스파랜드, 다도 타이샤, 시치리의 인도(七里の渡し) 등 풍부한 관광 자원을 가진 미에현 굴지의 관광 도시이다. 나고야의 주택 지역으로 택지 개발이 진행되고 있고 기계, 금속계를 중심으로 하는 공업 도시이기도 하다.

## 지리

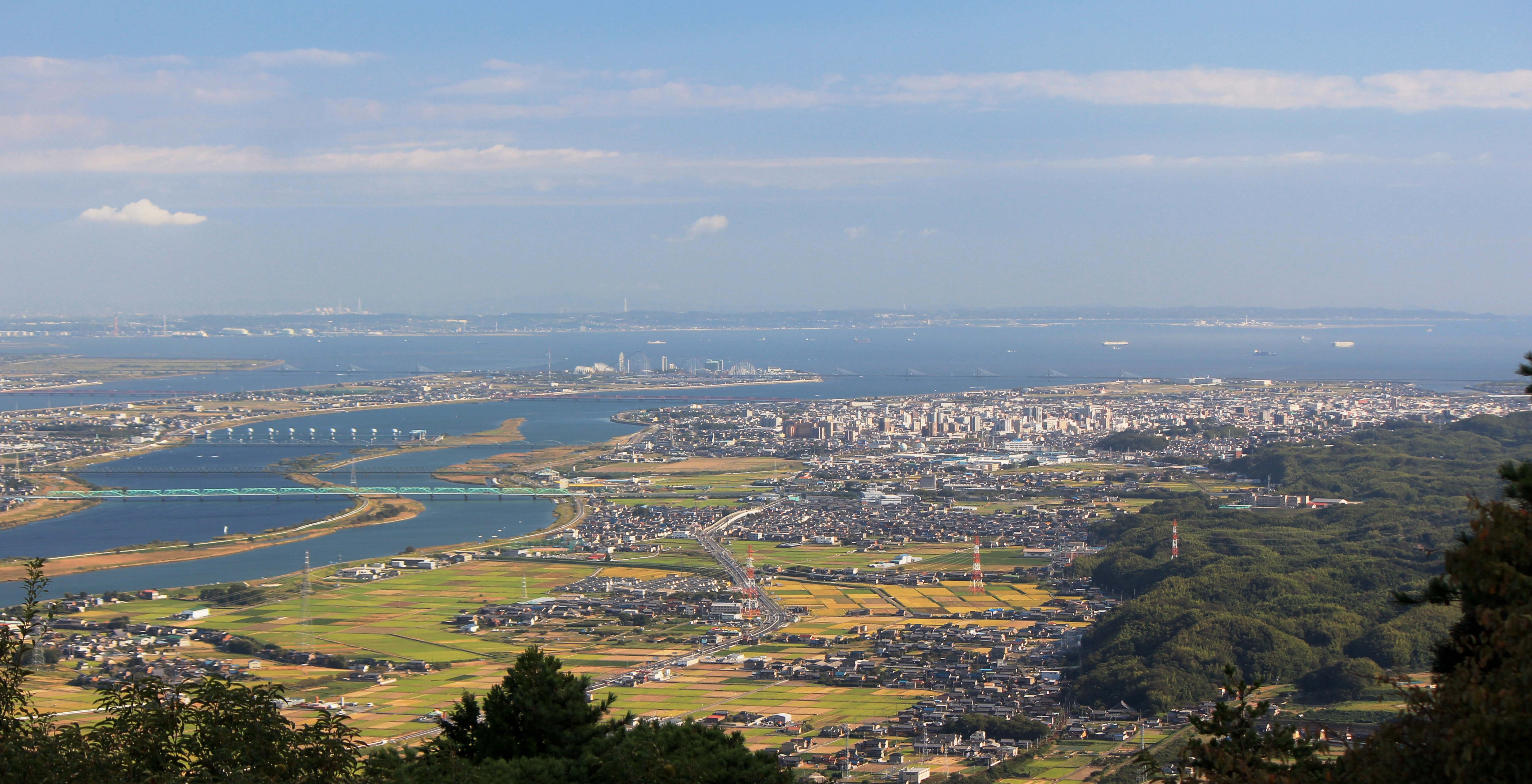
나고야성

미에현 북부의 도시로 기소 3강 하구에 위치한다. 이세 신궁의 "제1의 도리이"가 설치되는 등 이세국 동쪽의 관문으로 자리매김하였다. 그 지리적 조건에 의해 예로부터 도카이도 제일의 역참 마을로 번창했다.

### 인접하는 자치체
- 미에현
  - 욧카이치시, 이나베시, 구와나군 기소사키정, 이나베군 도인정, 미에군 아사히정, 가와고에정
- 아이치현
  - 아이사이시, 야토미시
- 기후현
  - 가이즈시

## 역사
구와나는 고대부터 도카이 지방과 기나이의 교역 중계지로 번창했다. 무로마치 시대에는 상인들에 의한 자유 도시가 형성되어 사카이, 하카타, 오미나토와 대등한 일본 굴지의 무역 도시가 되었으며 에도 시대에는 구와나번 11만 석의 성시이자 도카이도의 42번째 역참인 구와나주쿠로 번창했다. 메이지 시대에는 폐번치현으로 구와나번이 구와나현이 되었다. 이후 주변 현과의 합병으로 아노쓰현(훗날 미에현)이 생겨났고 그 일부가 되었다.
- 1889년 4월 - 정촌제 시행으로 구와나정, 나가시마촌, 다도촌이 성립하였다.
- 1937년 4월 - 구와나정이 시로 승격해 구와나시가 되었다.
- 1954년 8월 1일 - 다도촌이 정으로 승격해 다도정이 되었다.
- 1954년 10월 23일 - 나가시마촌이 정으로 승격해 나가시마정이 되었다.
- 2004년 12월 6일 - 옛 구와나시, 나가시마정, 다도정이 합병해 새로운 구와나시가 탄생하였다.

## 교통

### 철도
- 도카이 여객철도 간사이 본선
  - (← 야토미시 야토미역) - 나가시마역 - 구와나역 - (아사히정 아사히역 →)
- 긴키 닛폰 철도 나고야선
  - (← 야토미시 긴테쓰야토미역) - 긴테쓰나가시마역 - 구와나역 - 마스오역 - (아사히정 이세아사히역 →)
- 요로 철도(일본어판) 요로선
  - 구와나역 - 하리마역 - 시모후카야역 - 시모노시로역 - 다도역 - (가이즈시 미노마쓰야마역→)
- 산기 철도(일본어판) 호쿠세이선
  - 니시쿠와나역 - 우마미치역 - 니시벳쇼역 - 렌게지역 - 아리요시역 - 호시카와역 - 나나와역 - (도인정 아노역 →)

### 국도
- 히가시메이한 자동차도(일본어판)
- 이세 만안 자동차도(일본어판)
- 국도 1호선
- 국도 23호선
- 국도 제258호선 (일본)(일본어판)
- 국도 제421호선 (일본)(일본어판)

## 인구
| 연도 | 인구    | ±%     |
| ---- | ------- | ------ |
| 1950 | 78,754  | —      |
| 1960 | 88,556  | +12.4% |
| 1970 | 101,403 | +14.5% |
| 1980 | 110,310 | +8.8%  |
| 1990 | 124,042 | +12.4% |
| 2000 | 134,856 | +8.7%  |
| 2010 | 140,281 | +4.0%  |

## 기후
| 구와나시의 기후                                              | 구와나시의 기후 | 구와나시의 기후 | 구와나시의 기후 | 구와나시의 기후 | 구와나시의 기후 | 구와나시의 기후 | 구와나시의 기후 | 구와나시의 기후 | 구와나시의 기후 | 구와나시의 기후 | 구와나시의 기후 | 구와나시의 기후 | 구와나시의 기후 |
| 월                                                           | 1월             | 2월             | 3월             | 4월             | 5월             | 6월             | 7월             | 8월             | 9월             | 10월            | 11월            | 12월            | 연간            |
| ------------------------------------------------------------ | --------------- | --------------- | --------------- | --------------- | --------------- | --------------- | --------------- | --------------- | --------------- | --------------- | --------------- | --------------- | --------------- |
| 역대 최고 기온 °C (°F)                                       | 17.7 (63.9)     | 20.6 (69.1)     | 24.9 (76.8)     | 30.8 (87.4)     | 34.1 (93.4)     | 37.5 (99.5)     | 39.7 (103.5)    | 39.8 (103.6)    | 38.0 (100.4)    | 32.3 (90.1)     | 24.9 (76.8)     | 21.9 (71.4)     | 39.8 (103.6)    |
| 일평균 최고 기온 °C (°F)                                     | 9.2 (48.6)      | 10.2 (50.4)     | 13.9 (57.0)     | 19.3 (66.7)     | 24.0 (75.2)     | 27.1 (80.8)     | 31.0 (87.8)     | 32.7 (90.9)     | 29.0 (84.2)     | 23.3 (73.9)     | 17.3 (63.1)     | 11.6 (52.9)     | 20.7 (69.3)     |
| 일일 평균 기온 °C (°F)                                       | 4.8 (40.6)      | 5.5 (41.9)      | 8.9 (48.0)      | 14.2 (57.6)     | 19.1 (66.4)     | 22.8 (73.0)     | 26.7 (80.1)     | 28.0 (82.4)     | 24.4 (75.9)     | 18.6 (65.5)     | 12.6 (54.7)     | 7.3 (45.1)      | 16.1 (60.9)     |
| 일평균 최저 기온 °C (°F)                                     | 1.2 (34.2)      | 1.5 (34.7)      | 4.5 (40.1)      | 9.6 (49.3)      | 14.8 (58.6)     | 19.3 (66.7)     | 23.5 (74.3)     | 24.6 (76.3)     | 20.9 (69.6)     | 14.8 (58.6)     | 8.6 (47.5)      | 3.5 (38.3)      | 12.2 (54.0)     |
| 역대 최저 기온 °C (°F)                                       | −5.3 (22.5)     | −6.4 (20.5)     | −4.4 (24.1)     | 0.2 (32.4)      | 6.0 (42.8)      | 11.6 (52.9)     | 16.3 (61.3)     | 15.5 (59.9)     | 10.9 (51.6)     | 4.5 (40.1)      | −0.7 (30.7)     | −5.0 (23.0)     | −6.4 (20.5)     |
| 평균 강수량 mm (인치)                                        | 54.3 (2.14)     | 63.2 (2.49)     | 112.8 (4.44)    | 141.7 (5.58)    | 166.8 (6.57)    | 209.5 (8.25)    | 193.2 (7.61)    | 137.1 (5.40)    | 233.3 (9.19)    | 165.8 (6.53)    | 79.7 (3.14)     | 59.0 (2.32)     | 1,616.3 (63.63) |
| 평균 강수일수 (≥ 1.0 mm)                                     | 6.3             | 7.1             | 9.2             | 9.3             | 10.2            | 12.3            | 11.8            | 8.7             | 11.1            | 9.3             | 6.4             | 7.1             | 108.8           |
| 평균 월간 일조시간                                           | 159.8           | 158.3           | 188.5           | 194.3           | 199.9           | 154.2           | 175.2           | 218.6           | 163.3           | 167.1           | 157.8           | 156.7           | 2,093.6         |
| 출처: 일본 기상청 (평년값: 1991년~2020년, 극값: 1979년~현재) |                 |                 |                 |                 |                 |                 |                 |                 |                 |                 |                 |                 |                 |